# Tommaso Caccini
Tommaso Caccini, al secolo Cosimo Caccini, (Firenze, 26 aprile 1574 – Firenze, 12 gennaio 1648), è stato un predicatore italiano, dell'ordine domenicano.

## Biografia
Nato a Firenze da Giovanni Caccini e da Maddalena Corsini, Cosimo Caccini entrò nell'ordine domenicano della Chiesa cattolica a 15 anni. Caccini iniziò la sua carriera nel monastero di San Marco e poco alla volta acquistò la fama di predicatore appassionato. Frequentemente teneva i suoi sermoni presso Santa Maria Novella in Firenze. Alcuni storici, comunque, ritengono che Caccini nutrisse ambizioni di scalare la gerarchia domenicana da qui «il suo fanatismo era un tutt'uno con la sua personale ambizione all'interno dell'ordine domenicano»..
È possibile che un indizio dell'ambizione di Caccini fosse rinvenibile nella sua decisione di assumere il nome di Tommaso in onore del famoso teologo Tommaso d'Aquino. Tommaso d'Aquino era riconosciuto come il maggiore teologo della chiesa e le sue speculazioni filosofiche erano di altissimo livello. Ma fra Tommaso Caccini era poco interessato a bilanciare la filosofia con la fede: infatti i sermoni di Caccini erano considerati molto controversi al punto da indurre l'arcivescovo di Bologna a prendere dei provvedimenti disciplinari, e la sua Storia ecclesiastica del primo Concilio niceno, pubblicata a Lucca nel 1637, «non è altro che una raccolta di citazioni, spesso rozzamente manipolate, dalle opere dei Padri della Chiesa», rivelandolo storico e teologo molto modesto.
È passato agli annali della Storia per aver sporto la denuncia al Santo Uffizio, dalla quale ebbe inizio il processo a Galileo Galilei.